# Copa del Món de Futbol de 1954 - Grup 4
El Grup 4 de la Copa del Món de Futbol 1954, disputada a Suïssa, estava compost per quatre equips. Abans de començar s'establiren dos caps de sèrie, de forma que, en lloc del tradicional enfrontament tots contra tots, només s'enfrontaren els caps de sèrie contra els que no ho eren, per un total de quatre partits per grup. En cas d'empat entre dos seleccions es disputà un partit de desempat. Els dos millors classificats passaren a jugar la segona fase, els quarts de final.

## Integrants
El grup 4 està integrat per les seleccions següents:
| Anglaterra | Suïssa | Itàlia | Bèlgica |
| ---------- | ------ | ------ | ------- |

## Classificació
| Pos | Equip      | PJ | PG | PE | PP | GF | GC | DG | Pts | Classificació                         |
| --- | ---------- | -- | -- | -- | -- | -- | -- | -- | --- | ------------------------------------- |
| 1   | Anglaterra | 2  | 1  | 1  | 0  | 6  | 4  | +2 | 3   | Avança a la segona fase               |
| 2   | Suïssa     | 2  | 1  | 0  | 1  | 2  | 3  | −1 | 2   | Van disputar un partit pel segon lloc |
| 3   | Itàlia     | 2  | 1  | 0  | 1  | 5  | 3  | +2 | 2   | Van disputar un partit pel segon lloc |
| 4   | Bèlgica    | 2  | 0  | 1  | 1  | 5  | 8  | −3 | 1   |                                       |

## Partits

### Suïssa vs Itàlia
| Suïssa                  | 2–1     | Itàlia        |
| ----------------------- | ------- | ------------- |
| Ballaman 18' · Hügi 78' | Informe | Boniperti 44' |

### Anglaterra vs Bèlgica
| Anglaterra                            | 4–4 (pr.) | Bèlgica                                            |
| ------------------------------------- | --------- | -------------------------------------------------- |
| Broadis 26', 63' · Lofthouse 36', 91' | Informe   | Anoul 5', 71' · Coppens 67' · Dickinson 94' (p.p.) |

### Itàlia vs Bèlgica
| Itàlia                                                       | 4–1     | Bèlgica   |
| ------------------------------------------------------------ | ------- | --------- |
| Pandolfini 41' (p.) · Galli 48' · Frignani 58' · Lorenzi 78' | Informe | Anoul 81' |

### Anglaterra vs Suïssa
| Anglaterra               | 2–0     | Suïssa |
| ------------------------ | ------- | ------ |
| Mullen 43' · Wilshaw 69' | Informe |        |

### Partit pel segon lloc: Suïssa vs Itàlia
| Suïssa                                    | 4–1     | Itàlia    |
| ----------------------------------------- | ------- | --------- |
| Hügi 14', 85' · Ballaman 48' · Fatton 90' | Informe | Nesti 67' |